# Enriquillo (jezero)
Enriquillo je jezero u Dominikanskoj Republici, najveće jezero i najniža točka na Karibima, te najniža točka na bilo kojem oceanskom otoku.
Jezero Enriquillo je jedno od rijetkih slanih jezera u svijetu nastanjeno krokodilima. Dobilo je ime po Enriquillu, pripadniku plemena Taíno koji se u ranom 16. stoljeću borio protiv Španjolaca. Jezero je široko od 15 do 20 km, a dugačko 127 km, površina mu je 375 km ², najniža točka je na 39 m ispod razine mora. Njegovo porječje obuhvaća 10 manjih riječnih sustava. Jezero nema izlaza, te razina vode varira o količini kiše. Salinitet u jezeru može varirati između 33 ppt do preko 100 ppt.  Na jezeru se nalazi otok Isla Cabritos poznat po svojim krokodilima i plamenacima, kada razina vode padne kao rezultat sušnih razdoblja, otoci su obično povezani međusobno. Postoje još dva manja otoka Barbarita i Islita, ali su bili poplavljeni i nestali do prosinca 2011. godine.